# Glenea
Glenea är ett släkte av skalbaggar. Glenea ingår i familjen långhorningar.

## Bildgalleri

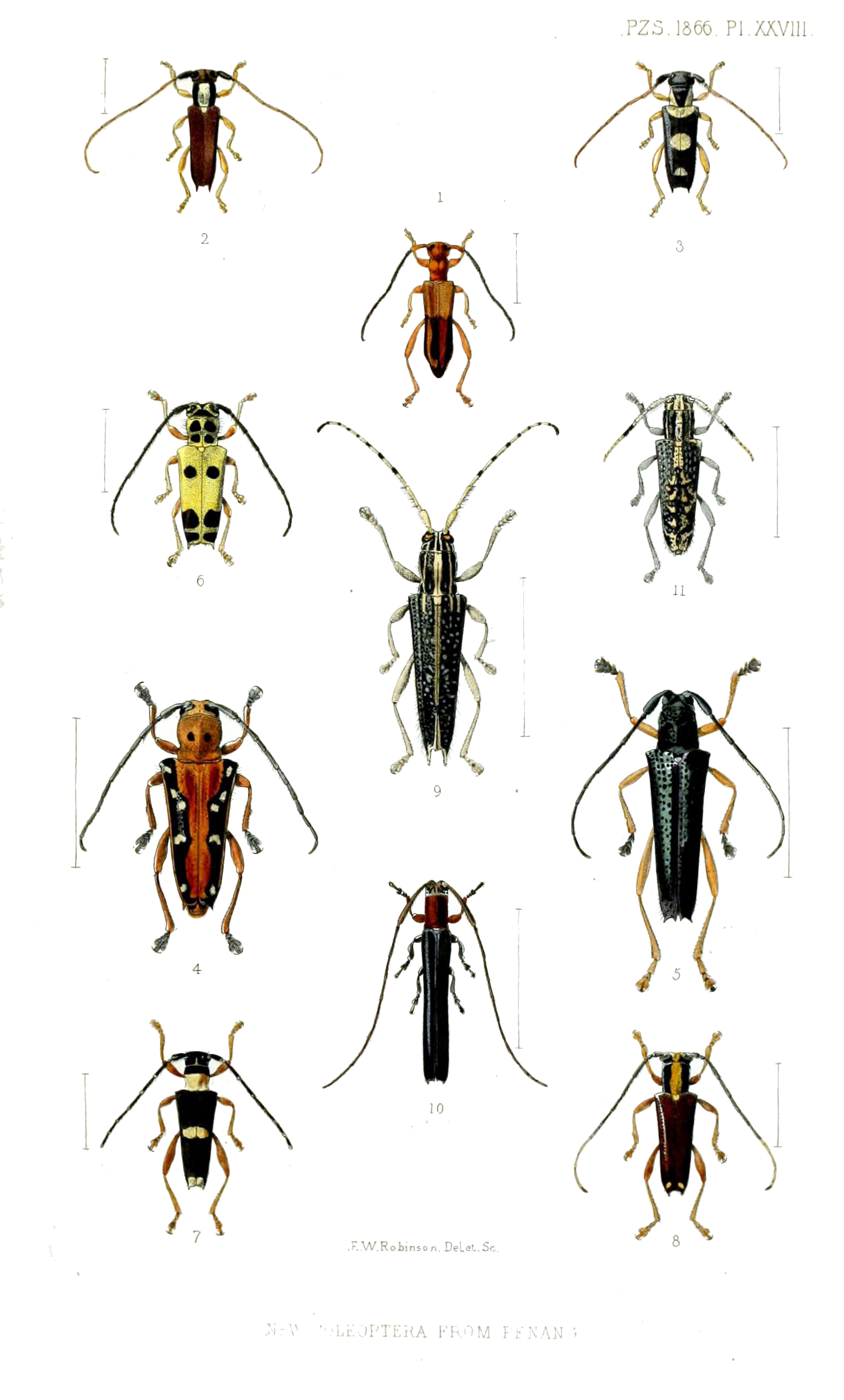
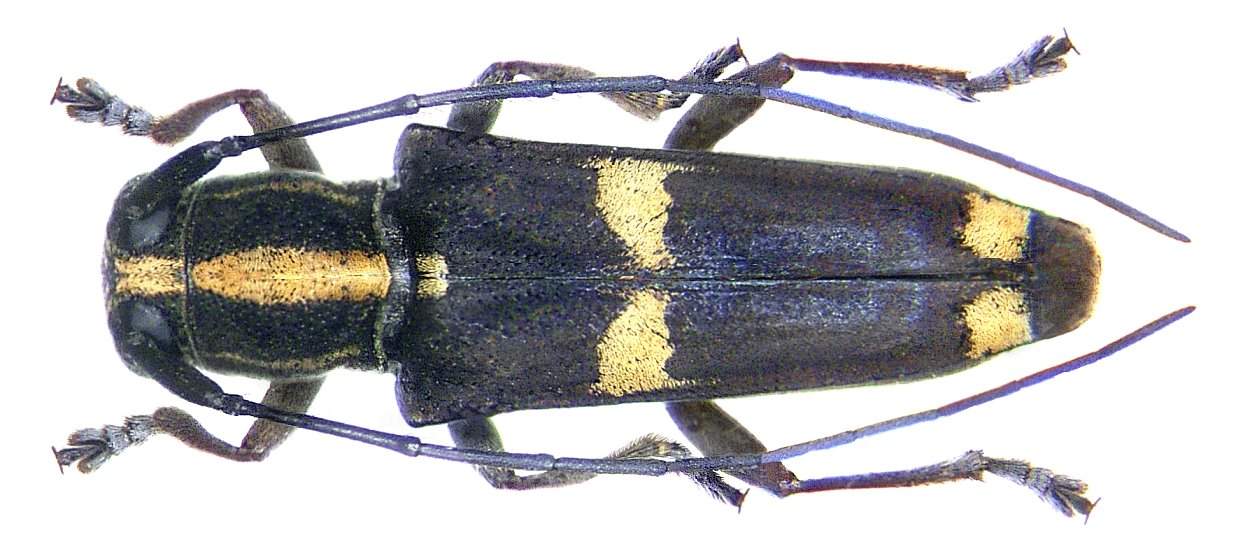
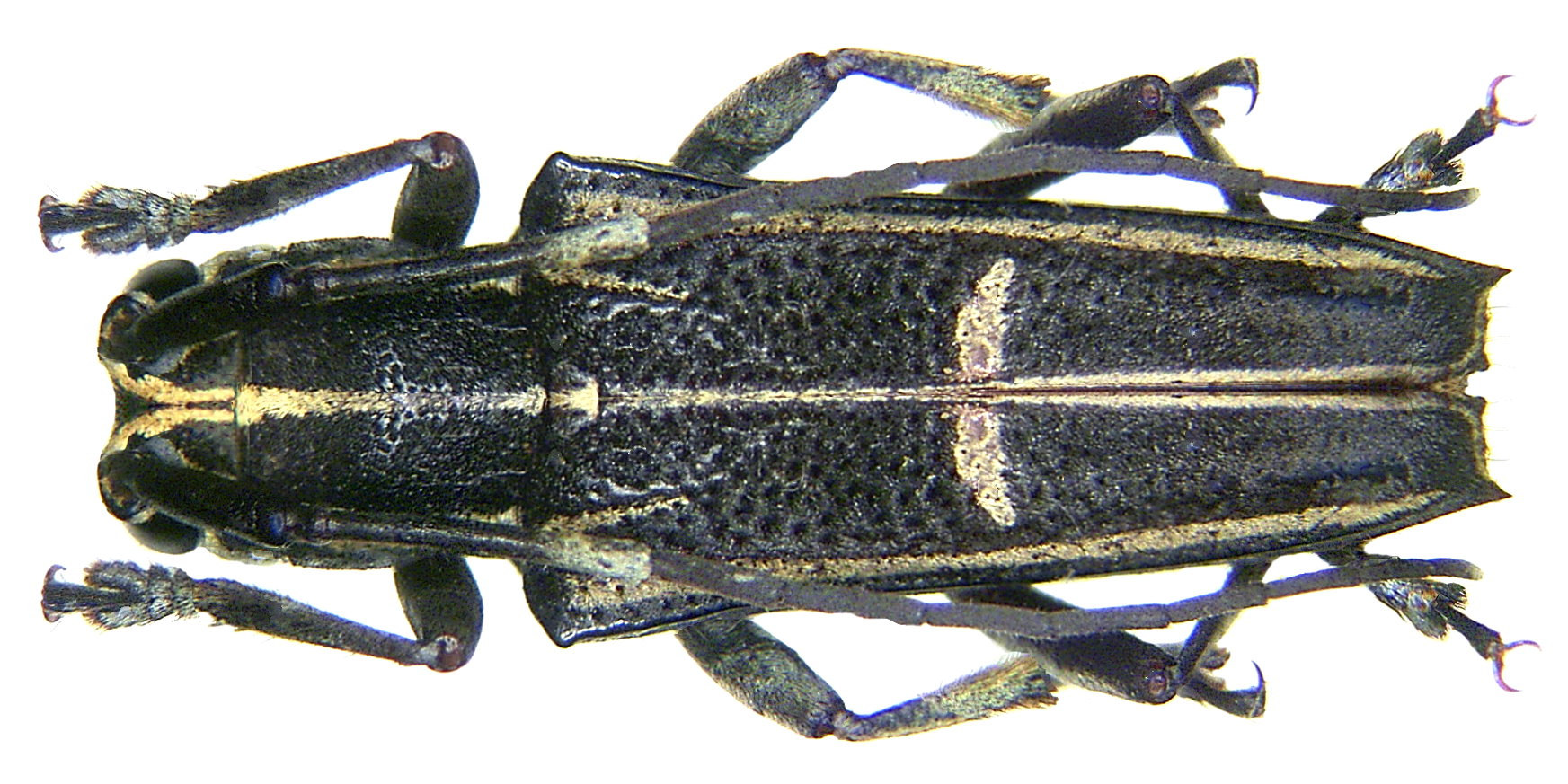
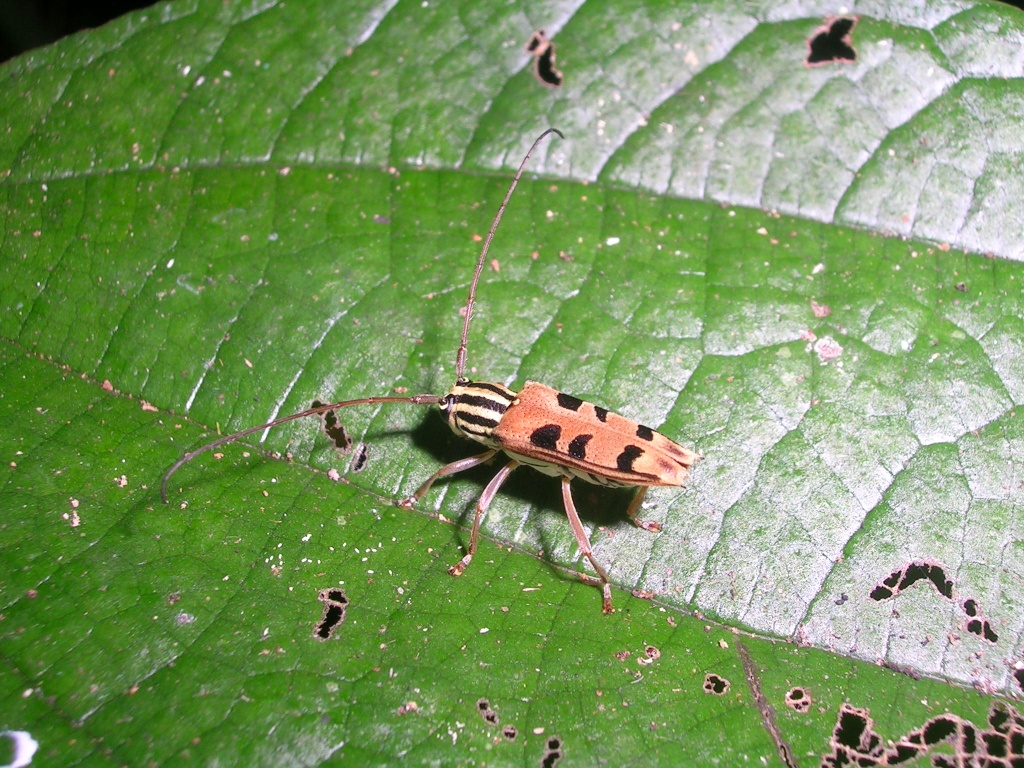

## Dottertaxa tillGlenea, i alfabetisk ordning[1]
- Glenea acutipennis
- Glenea adelpha
- Glenea aegoprepiformis
- Glenea aeolis
- Glenea afghana
- Glenea albocingulata
- Glenea albofasciata
- Glenea albofasciolata
- Glenea albolineosa
- Glenea alboplagiata
- Glenea albopunctata
- Glenea alboscutellaris
- Glenea albosignatipennis
- Glenea albotarsalis
- Glenea albovittata
- Glenea algebraica
- Glenea algebraoides
- Glenea aluensis
- Glenea amoena
- Glenea andamanensis
- Glenea andamanica
- Glenea andrewesi
- Glenea angustelineata
- Glenea anna
- Glenea annulicornis
- Glenea annuliventris
- Glenea anteochracea
- Glenea anterufipennis
- Glenea aphrodite
- Glenea apicaloides
- Glenea apicepurpurata
- Glenea apicespinosa
- Glenea arcuata
- Glenea arfakensis
- Glenea argyrostetha
- Glenea arithmetica
- Glenea arouensis
- Glenea artemis
- Glenea aspasia
- Glenea assamana
- Glenea assamensis
- Glenea astarte
- Glenea astathiformis
- Glenea aterrima
- Glenea atriceps
- Glenea atricilla
- Glenea atricornis
- Glenea atripennis
- Glenea atropa
- Glenea aurivillii
- Glenea azurea
- Glenea babiana
- Glenea badurensis
- Glenea baia
- Glenea bakeriana
- Glenea balabacensis
- Glenea baliana
- Glenea balingiti
- Glenea balteata
- Glenea bangueyensis
- Glenea baramensis
- Glenea basiflavofemorata
- Glenea basilana
- Glenea batoeana
- Glenea beccarii
- Glenea bedoci
- Glenea beesoni
- Glenea belli
- Glenea bellona
- Glenea benguetana
- Glenea biannulata
- Glenea bicolor
- Glenea bidiscovittata
- Glenea biflavomaculata
- Glenea bimaculatithorax
- Glenea bimaculicollis
- Glenea bimaculipennis
- Glenea biplagiatipennis
- Glenea bipunctithorax
- Glenea bisbiguttata
- Glenea bisbivittata
- Glenea bivittata
- Glenea blandina
- Glenea blandinella
- Glenea boafoi
- Glenea borneensis
- Glenea bougainvillei
- Glenea brunnipennis
- Glenea bryanti
- Glenea buquetii
- Glenea buruana
- Glenea calypso
- Glenea calypsoides
- Glenea camelina
- Glenea camerunica
- Glenea camilla
- Glenea cancellata
- Glenea capriciosa
- Glenea caraga
- Glenea cardinalis
- Glenea carinipennis
- Glenea carneipes
- Glenea carreti
- Glenea cassandra
- Glenea celestis
- Glenea celia
- Glenea centralis
- Glenea centroguttata
- Glenea ceylonica
- Glenea chalybeata
- Glenea chrysescens
- Glenea chrysomaculata
- Glenea chrysotincta
- Glenea chujoi
- Glenea cincticornis
- Glenea cinerea
- Glenea cinna
- Glenea circulomaculata
- Glenea citrina
- Glenea clavifera
- Glenea cleome
- Glenea clermonti
- Glenea clymene
- Glenea clytiformis
- Glenea clytoides
- Glenea coelestina
- Glenea coeruleipennis
- Glenea coeruleosignata
- Glenea colenda
- Glenea collaris
- Glenea collarti
- Glenea colobotheoides
- Glenea commissa
- Glenea concinna
- Glenea consanguis
- Glenea conspersa
- Glenea coomani
- Glenea coris
- Glenea corona
- Glenea corporaali
- Glenea craengiana
- Glenea crucicollis
- Glenea crucifera
- Glenea curtipennis
- Glenea curvilinea
- Glenea cyanipennis
- Glenea cyanura
- Glenea cylindrepomoides
- Glenea cylindrica
- Glenea cylindricollis
- Glenea dalatensis
- Glenea damalis
- Glenea decemguttata
- Glenea decolorata
- Glenea dejeani
- Glenea delkeskampi
- Glenea despecta
- Glenea detrita
- Glenea detritoides
- Glenea dido
- Glenea didyma
- Glenea didymoides
- Glenea dimidiata
- Glenea disa
- Glenea discoantefasciata
- Glenea discofasciata
- Glenea discoidalis
- Glenea discomaculata
- Glenea distinguenda
- Glenea divergevittata
- Glenea diversemaculata
- Glenea diversesignata
- Glenea diversimembris
- Glenea dohertyi
- Glenea doriai
- Glenea dorsalis
- Glenea dorsaloides
- Glenea ducalis
- Glenea duodecimplagiata
- Glenea ealensis
- Glenea elegans
- Glenea elegantissima
- Glenea elongatipennis
- Glenea enganensis
- Glenea erythrodera
- Glenea excubitans
- Glenea extensa
- Glenea extrema
- Glenea fasciata
- Glenea fasciculosa
- Glenea fasolii
- Glenea fatalis
- Glenea fissicauda
- Glenea flava
- Glenea flavicapilla
- Glenea flavicollis
- Glenea flavicornis
- Glenea flavimembris
- Glenea flavocincta
- Glenea flavomaculatoides
- Glenea flavorubra
- Glenea flavosignata
- Glenea flavotincta
- Glenea flavotransversevittata
- Glenea flavovertex
- Glenea flavovittata
- Glenea florensis
- Glenea formosana
- Glenea fortii
- Glenea francisi
- Glenea fruhstorferi
- Glenea fulmecki
- Glenea fulvomaculata
- Glenea fuscipennis
- Glenea fuscovitticollis
- Glenea gabonica
- Glenea gahani
- Glenea galathea
- Glenea gardneriana
- Glenea gedeensis
- Glenea gestroi
- Glenea giannii
- Glenea giraffa
- Glenea glabronotata
- Glenea glauca
- Glenea glaucescens
- Glenea glaucoptera
- Glenea glechomoides
- Glenea grandis
- Glenea gratiosa
- Glenea grisea
- Glenea griseifrons
- Glenea griseoguttata
- Glenea griseolineata
- Glenea grisescens
- Glenea grossepunctata
- Glenea guadalcanalana
- Glenea hamabovola
- Glenea hasselti
- Glenea hauseri
- Glenea helleri
- Glenea heptagona
- Glenea hieroglyphica
- Glenea holonigripennis
- Glenea homonospila
- Glenea humeralis
- Glenea humerointerrupta
- Glenea humeroinvittata
- Glenea hwasiana
- Glenea iligana
- Glenea illuminata
- Glenea indiana
- Glenea infraflava
- Glenea infragrisea
- Glenea innotatithorax
- Glenea insignis
- Glenea intermixta
- Glenea invitticollis
- Glenea iphia
- Glenea iresine
- Glenea iridescens
- Glenea iriei
- Glenea itzingeri
- Glenea iwasakii
- Glenea jacintha
- Glenea jacobsoni
- Glenea japensis
- Glenea jeanneli
- Glenea jeanvoinei
- Glenea johani
- Glenea johnstoni
- Glenea joliveti
- Glenea juno
- Glenea kambaitiensis
- Glenea kanalensis
- Glenea kannegieteri
- Glenea keyana
- Glenea khasiana
- Glenea kinabaluensis
- Glenea kraatzii
- Glenea krusemani
- Glenea kusamai
- Glenea labuanensis
- Glenea lachrymosa
- Glenea lambii
- Glenea laodice
- Glenea laosensis
- Glenea lateflavovittata
- Glenea latelinea
- Glenea lateochreovittata
- Glenea laterinuda
- Glenea latevittata
- Glenea latevittipennis
- Glenea laudata
- Glenea lecta
- Glenea lefebvrei
- Glenea lepida
- Glenea leptis
- Glenea leucomaculata
- Glenea leucosignatipennis
- Glenea leucospila
- Glenea leucospilota
- Glenea licenti
- Glenea lineatithorax
- Glenea lineatocollis
- Glenea lineatoides
- Glenea lineatopunctata
- Glenea longula
- Glenea loosdregti
- Glenea loriai
- Glenea luctuosa
- Glenea lugubris
- Glenea lunulata
- Glenea lusoria
- Glenea luteicolle
- Glenea luteosignata
- Glenea lycoris
- Glenea maculicollis
- Glenea magdelainei
- Glenea major
- Glenea malabarica
- Glenea malaisei
- Glenea malasiaca
- Glenea manto
- Glenea masakii
- Glenea matangensis
- Glenea maunieri
- Glenea medea
- Glenea mediorufa
- Glenea mediotransversevittata
- Glenea melia
- Glenea menesioides
- Glenea mentaweiana
- Glenea mephisto
- Glenea merangensis
- Glenea meridionalis
- Glenea mesoleuca
- Glenea mimoscalaris
- Glenea minerva
- Glenea miniacea
- Glenea mirei
- Glenea miroides
- Glenea mitonoana
- Glenea miwai
- Glenea modica
- Glenea modiglianii
- Glenea mona
- Glenea monoides
- Glenea monticola
- Glenea montivaga
- Glenea montrouzieri
- Glenea morosa
- Glenea moultoni
- Glenea mucorea
- Glenea multiguttata
- Glenea mutata
- Glenea myrrhis
- Glenea myrsine
- Glenea nanshanchiana
- Glenea negrosiana
- Glenea neopomeriana
- Glenea neosangirica
- Glenea newmannii
- Glenea nicanor
- Glenea nicobarica
- Glenea nigeriae
- Glenea nigerrima
- Glenea nigriceps
- Glenea nigrifrons
- Glenea nigripennis
- Glenea nigroapicalis
- Glenea nigromarginella
- Glenea nigroscutellaris
- Glenea nigrotibialis
- Glenea niobe
- Glenea nitidicollis
- Glenea nivea
- Glenea niveopectus
- Glenea nobilis
- Glenea novemguttata
- Glenea nudipennis
- Glenea nympha
- Glenea obliquesignata
- Glenea obsoleta
- Glenea ochraceolineata
- Glenea ochraceovittata
- Glenea ochreicollis
- Glenea ochreithorax
- Glenea ochreobivittata
- Glenea ochreolineata
- Glenea ochreomaculata
- Glenea ochreoplagiata
- Glenea ochreosignata
- Glenea ochreosuturalis
- Glenea ochreovittata
- Glenea ochreovittipennis
- Glenea octoguttata
- Glenea octomaculata
- Glenea oeme
- Glenea oemeoides
- Glenea olbrechtsi
- Glenea olyra
- Glenea omeiensis
- Glenea ora
- Glenea oreophila
- Glenea orichalcea
- Glenea oriformis
- Glenea ornamentalis
- Glenea ornata
- Glenea ornatoides
- Glenea padangensis
- Glenea pagana
- Glenea palawana
- Glenea pallidipes
- Glenea papiliomaculata
- Glenea papuensis
- Glenea paracarneipes
- Glenea parahumerointerrupta
- Glenea paralambi
- Glenea paralepida
- Glenea paramephisto
- Glenea paramounieri
- Glenea parartensis
- Glenea parasauteri
- Glenea parasuavis
- Glenea parexculta
- Glenea parteconjunctevittata
- Glenea partefuscipennis
- Glenea pascoei
- Glenea paulina
- Glenea penangensis
- Glenea pendleburyi
- Glenea perakensis
- Glenea peria
- Glenea philippinensis
- Glenea pieliana
- Glenea pieti
- Glenea plagiata
- Glenea plagicollis
- Glenea plagifera
- Glenea plagiventris
- Glenea porphyrio
- Glenea posticata
- Glenea propinqua
- Glenea proserpina
- Glenea proxima
- Glenea proximoides
- Glenea pseudadelia
- Glenea pseudaeolis
- Glenea pseudeclectica
- Glenea pseudinterrupta
- Glenea pseudobaja
- Glenea pseudocamelina
- Glenea pseudocantor
- Glenea pseudocolobotheoides
- Glenea pseudogiraffa
- Glenea pseudoglaucescens
- Glenea pseudograndis
- Glenea pseudolaudata
- Glenea pseudoluctuosa
- Glenea pseudomelissa
- Glenea pseudomephisto
- Glenea pseudomyrsine
- Glenea pseudoperia
- Glenea pseudopuella
- Glenea pseudoregularis
- Glenea pseudornatoides
- Glenea pseudoscalaris
- Glenea pseudosuavis
- Glenea pseudovaga
- Glenea pseudoweyersi
- Glenea pujoli
- Glenea pulchella
- Glenea pulchra
- Glenea punctata
- Glenea pustulata
- Glenea pygidialis
- Glenea quadrialbovittata
- Glenea quadrimaculata
- Glenea quadrinotata
- Glenea quadriochreomaculata
- Glenea quadriplagiata
- Glenea quatuordecimmaculata
- Glenea quatuordecimpunctata
- Glenea quezonica
- Glenea quinquevittata
- Glenea referens
- Glenea regina
- Glenea regularis
- Glenea robinsoni
- Glenea rondoni
- Glenea rubra
- Glenea rubriceps
- Glenea rubricollis
- Glenea rubripennis
- Glenea rubrobasicornis
- Glenea rufa
- Glenea rufescens
- Glenea ruficollis
- Glenea rufifrons
- Glenea rufipennis
- Glenea rufobasalis
- Glenea rufobasaloides
- Glenea rufopunctata
- Glenea rufuloantennata
- Glenea saigonensis
- Glenea salomonum
- Glenea salwattyana
- Glenea salvazai
- Glenea samarensis
- Glenea sanctaemariae
- Glenea sangirensis
- Glenea sangirica
- Glenea saperdiformis
- Glenea saperdoides
- Glenea scapifera
- Glenea schwarzeri
- Glenea scripta
- Glenea sedecimmaculata
- Glenea sejuncta
- Glenea selangorensis
- Glenea semiluctuosa
- Glenea sexguttata
- Glenea sexnotata
- Glenea sexplagiata
- Glenea sexpunctata
- Glenea sexvitticollis
- Glenea siamensis
- Glenea signaticollis
- Glenea signatifrons
- Glenea signatipennis
- Glenea sikkimensis
- Glenea silhetana
- Glenea simalurica
- Glenea similis
- Glenea siporana
- Glenea sjostedti
- Glenea smaragdina
- Glenea sobrina
- Glenea sobrinoides
- Glenea socia
- Glenea soembana
- Glenea solokensis
- Glenea sophronia
- Glenea sordida
- Glenea speciosa
- Glenea spilota
- Glenea spinosipennis
- Glenea splendidula
- Glenea stella
- Glenea stellatoides
- Glenea stictica
- Glenea strigata
- Glenea suada
- Glenea suavis
- Glenea subabbreviata
- Glenea subadelia
- Glenea subadelpha
- Glenea subalcyone
- Glenea subarida
- Glenea subaurata
- Glenea subbasalis
- Glenea subclytoides
- Glenea subcoeruleata
- Glenea subcrucifera
- Glenea subelegantissima
- Glenea subgrandis
- Glenea subgrisea
- Glenea subhuonora
- Glenea submajor
- Glenea submephisto
- Glenea subminiacea
- Glenea submorosa
- Glenea subochracea
- Glenea subrouyeri
- Glenea subsaperdiformis
- Glenea subscalaris
- Glenea substellata
- Glenea subteraurescens
- Glenea subviridescens
- Glenea suensoni
- Glenea sulphurea
- Glenea sulphuroides
- Glenea sumatrana
- Glenea superba
- Glenea suturata
- Glenea suturefasciata
- Glenea suturevittata
- Glenea sylvia
- Glenea sylvioides
- Glenea taeniata
- Glenea tatsienlui
- Glenea telmissa
- Glenea tenuilineata
- Glenea tenuivittata
- Glenea thomensis
- Glenea thomsoni
- Glenea tibialis
- Glenea timoriensis
- Glenea t-notata
- Glenea tolia
- Glenea tonkinea
- Glenea torquatella
- Glenea transversefasciata
- Glenea transversevittipennis
- Glenea triangularis
- Glenea triangulifera
- Glenea trimaculipennis
- Glenea tringaria
- Glenea trivittata
- Glenea trivitticollis
- Glenea truncatipennis
- Glenea trunculatipennis
- Glenea unialbonotata
- Glenea univittata
- Glenea univitticollis
- Glenea ustulata
- Glenea vaga
- Glenea vagemaculipennis
- Glenea waigiouensis
- Glenea wallacei
- Glenea vanikorana
- Glenea vanikorensis
- Glenea variabilis
- Glenea varifascia
- Glenea varipennis
- Glenea wegneri
- Glenea venenata
- Glenea wiedenfeldi
- Glenea vietnamana
- Glenea vigintiduomaculata
- Glenea villiersi
- Glenea vingerhoedti
- Glenea violaceomicans
- Glenea virens
- Glenea virgata
- Glenea viridescens
- Glenea viridicuprea
- Glenea viridilucens
- Glenea viridipennis
- Glenea vittifera
- Glenea vittulata
- Glenea w-notata
- Glenea wongi
- Glenea xanthotaenia
- Glenea x-nigrum
- Glenea zalinensis